# Reino (entidad política)

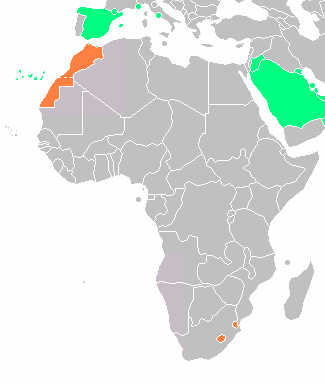
Mapa de los reinos restantes en Afroeurasia

Reino es la denominación de una particular entidad política, la que teóricamente está regida por un rey, o bien aquella en la que la monarquía es su régimen político; pero no necesariamente se identifica con un Estado. En realidad, el uso de ambos términos en la historia de las doctrinas políticas es altamente ambiguo, y confluyente con el de otros, como "nación" o "república" (res publica, polis, commonwealth).
En el Antiguo Régimen, "reino" era la forma habitual de referirse a un conjunto de territorio y súbditos, por oposición dialéctica a "rey"; especialmente para referirse al conjunto de procuradores en las Cortes en España o los Estates of the realm (estamentos, Parlamento) en Inglaterra.
También era evidente la distinción entre cada uno de los reinos que formaban una Corona (como la Corona de Aragón, compuesta del reino de Aragón, reino de Valencia, reino de Mallorca y otras entidades políticas , no tenían la denominación de "reino" -los condados catalanes o principado de Cataluña-), una Monarquía (como la Monarquía Católica o Hispánica, compuesta de la Corona de Aragón, la Corona de Castilla y otras entidades políticas con muy distintas denominaciones -especialmente la Italia Española y los Países Bajos Españoles-) o un imperio. En ese contexto se utilizaban las expresiones "estos reinos" o "mis reinos", para designar a una pluralidad de entidades territoriales consideradas como unidas en un conjunto determinado.
En cambio, no ocurre así en las monarquías de la Edad Contemporánea (particularmente en la monarquía española -la denominación "Reino de España" es usada como nombre oficial del Estado en las relaciones internacionales, mientras que la constitución limita el uso de las denominaciones históricas de los reinos a la titulación protocolaria del propio rey-), con la notable excepción de la monarquía británica (el "Reino Unido", compuesto del reino de Inglaterra, el reino de Escocia, etc. -históricamente ha habido algún otro caso de Estado con esa denominación: Reino Unido de Portugal, Brasil y Algarve, Reino Unido de los Países Bajos y Reino Unido de Libia, todos ellos desaparecidos).

## Términos anglófonos
En la terminología política basada en el uso de la lengua inglesa se da una oposición de términos ente realm y kingdom, que habitualmente se usan de forma intercambiable, aunque pueden expresar un matiz diferencial que a veces llega a ser importante (como por ejemplo Commonwealth realm frente a United Kingdom). La diferencia en principio es etimológica (realm deriva del francés rouyame -"reino"-, mientras que kingdom es derivada de la grafía de la lengua inglesa king -"rey"-). En castellano también existe el generalmente desusado realme.

## Conjuntos de reinos históricos
La historiografía y otras disciplinas designan ciertos conjuntos de reinos históricos (o incluso míticos) mediante denominaciones culturales, geográficas o de periodización específicas:
- Reinos de Oriente

- Reinos del Antiguo Oriente (Antiguo Oriente)

- Reinos sumerios
- Reinos judíos
- Reinos árabes (Arabia preislámica)
- Reinos helenísticos

- Reinos indo-griegos (reino indogriego, reino grecobactriano)

- Reinos del Oriente Medieval

- Reinos latinos o reinos cruzados
- Reinos musulmanes (Historia del Islam#La declinación de la unidad política)

- Reinos míticos de Oriente

- Reyes de Oriente o Reyes Magos
- Reino del Preste Juan de las Indias
- Reino de cuento, de cuento de hadas o de las mil y una noches (cuento, cuento de hadas, Las mil y una noches -literatura infantil, folclore-)

- Reinos de Extremo Oriente

- Reinos combatientes (China)
- Reinos medios de la India

- Reinos germánicos

- Reinos anglosajones
- Reinos merovingios
- Reinos carolingios

- Reinos vikingos y reinos escandinavos
- Reinos eslavos
- Reinos de la península ibérica
- Reinos americanos

- Reinos españoles de América o Reinos de Indias (Reino de Nueva España, Reino de Guatemala, Nuevo Reino de Granada, Reino del Perú, Reino del Río de la Plata, Reino de Chile)
- Periodo de los reinos y señoríos o periodo intermedio tardío (Antiguo Perú, 1200-1450 aprox.)

- Reinos africanos